# 有村果夏
有村 果夏（ありむら かな、1997年4月24日 - ）は、日本のグラビアアイドル。千葉県出身。

## 経歴
2023年4月にグラビアデビュー。それ以前はモデルやライバーとして活動していた。

## 人物
- 趣味はピアノ、バスケットボール、人の耳かきをすること。
- グラビアデビューしたきっかけは「環境を変えたい」と思ったから[3]。

## 映像作品

### DVD
- カワイイとか可愛いとか（2023年4月26日、スパイスビジュアル）
- フルーティー・サマー（2023年9月22日、竹書房）[4]
- 甘えさせて（2023年12月20日、スパイスビジュアル）
- 密かな誘惑（2024年3月29日、エスデジタ）

## 書籍

### デジタル写真集
- 『カワイイとか可愛いとか』〜Ver.1〜（2023年7月13日、スパイスビジュアル）
- 『カワイイとか可愛いとか』〜Ver.2〜（2023年7月17日、スパイスビジュアル）
- Kiss You（2023年8月14日、エー・ビー・エンターテイメント）